# Stanisław Tondos

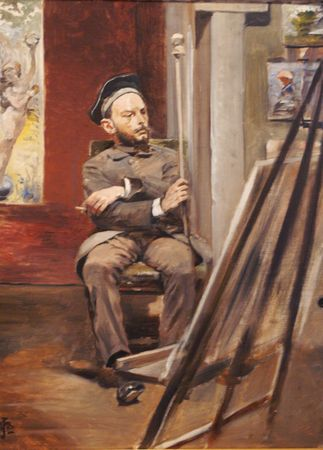
Jacek Malczewski: Portret Stanisława Tondosa

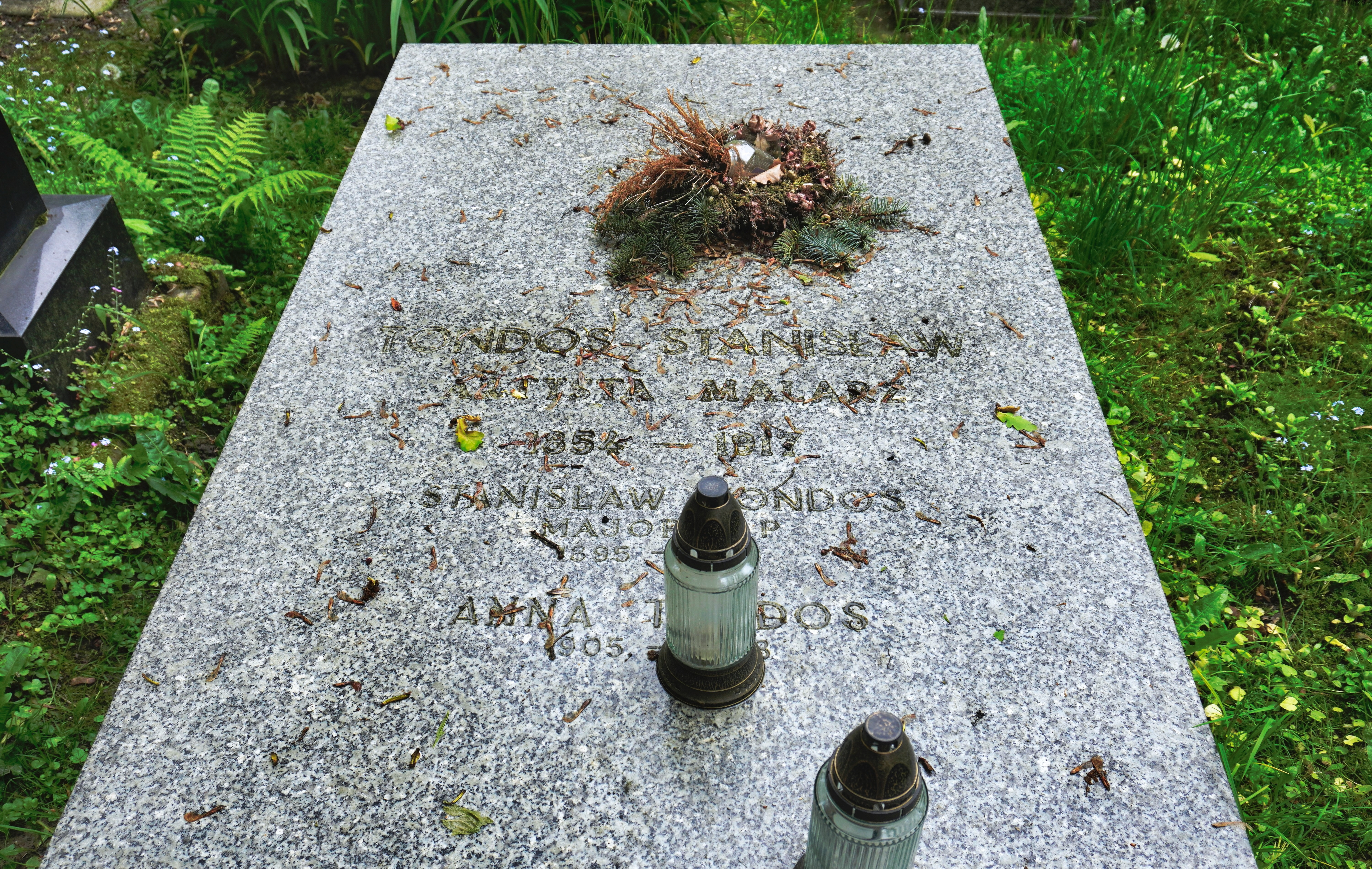
Grób Stanisława Tondosa na cmentarzu Rakowickim w Krakowie

Stanisław Tondos (ur. 10 marca 1854 w Krakowie, zm. 22 grudnia 1917 tamże) – polski malarz pejzażysta.

## Życiorys
Studiował w latach 1869–1875 w Szkole Sztuk Pięknych pod kierunkiem Jana Matejki i Władysława Łuszczkiewicza, naukę kontynuował w Wiedniu i Monachium. Artysta malował przede wszystkim akwarele przedstawiające pejzaże miejskie (weduty), posługiwał się również techniką olejną i pastelami. Najczęściej przedstawiał Kraków, malował też Warszawę, Poznań i Lwów, wyjeżdżał pracować do Wenecji, Wiednia, Norymbergi i Magdeburga. Jego prace mają współcześnie wartość dokumentalną, ilustrują bowiem wygląd nieistniejących budynków i całych zespołów architektonicznych.
Stanisław Tondos był zwolennikiem propagowania sztuki za pomocą kart pocztowych, jego prace były popularyzowane w tej formie przez wydawnictwo Salonu Malarzy Polskich. W 1886 roku przy współpracy z Juliuszem Kossakiem wydał tekę graficzną pt. Klejnoty m. Krakowa zawierającą reprodukcje 24 akwarel. Później z Wojciechem Kossakiem publikował kolejne cykle akwarel: Kościół Mariacki w Krakowie (1892), Wawel przeszłości skarbnica, siedziba Piastów i Jagiellonów (1910) i Kraków Legiony (1915–1917). W Krakowie wystawiał w Towarzystwie Przyjaciół Sztuk Pięknych, w Warszawie zaś w Towarzystwie Zachęty i w Salonie Krywulta. Otrzymał złote medale na wystawach pocztówek w Warszawie i w Paryżu w 1900, był też kierownikiem artystycznym czasopisma Świat.
Jego kariera przebiegała nie bez kłopotów. Na studiach profesor Jan Stanisławski uważał go za analfabetę artystycznego. Później, gdy Tondos zdał sobie sprawę, że nie potrafi zadowalająco przedstawiać ludzkich postaci, zmuszony był do współpracy z Kossakami, którzy dla niego malowali sztafaż. Źródłem problemów był również wyjątkowo niski wzrost i nerwowy charakter artysty, którego utarczki z krakowskimi "andrusami" były tematem wielu anegdot i opowieści.
Miał syna Stanisława Michała (1895–1978), oficera Wojska Polskiego.

## Galeria

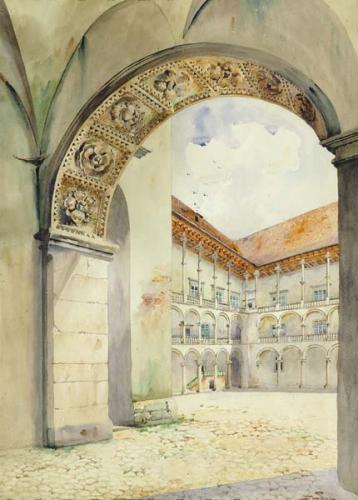
Widok z sieni bramy wjazdowej na krużganki zamku na Wawelu
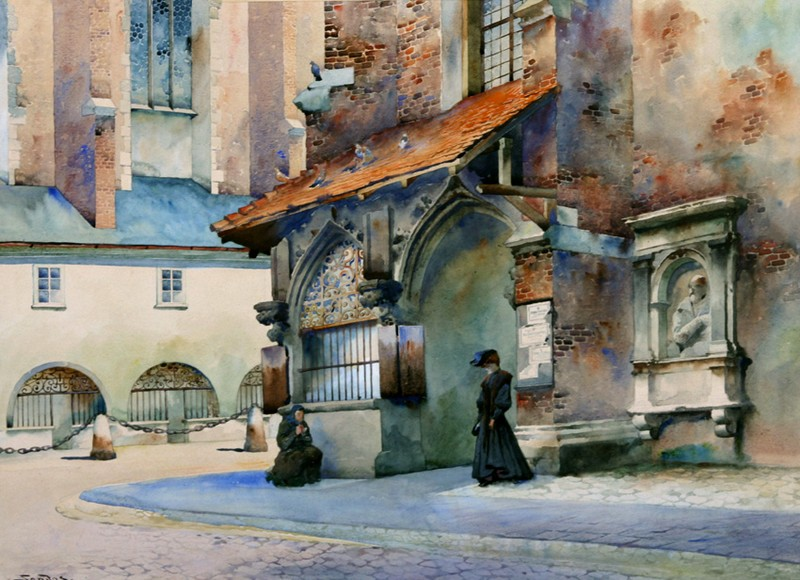
Fragment widoku kościoła św. Barbary z Ogrojcem
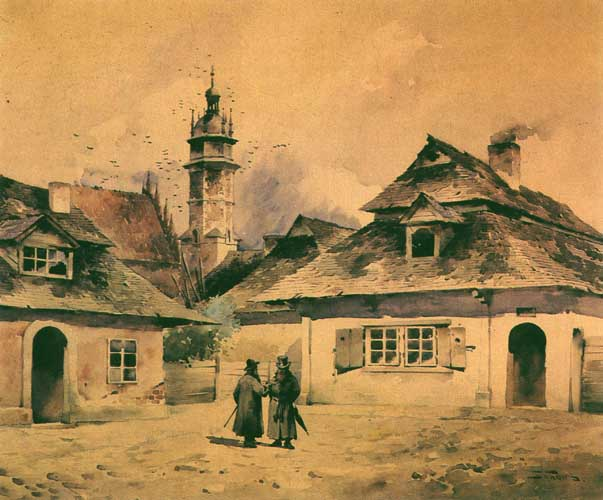
Na Kazimierzu w Krakowie
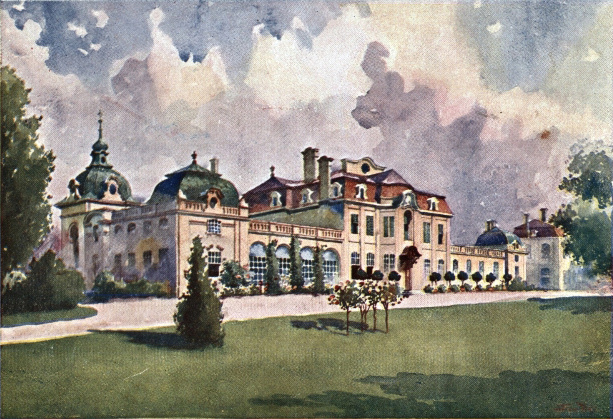
Akwarela przedstawiająca pałac Goetza w Brzesku
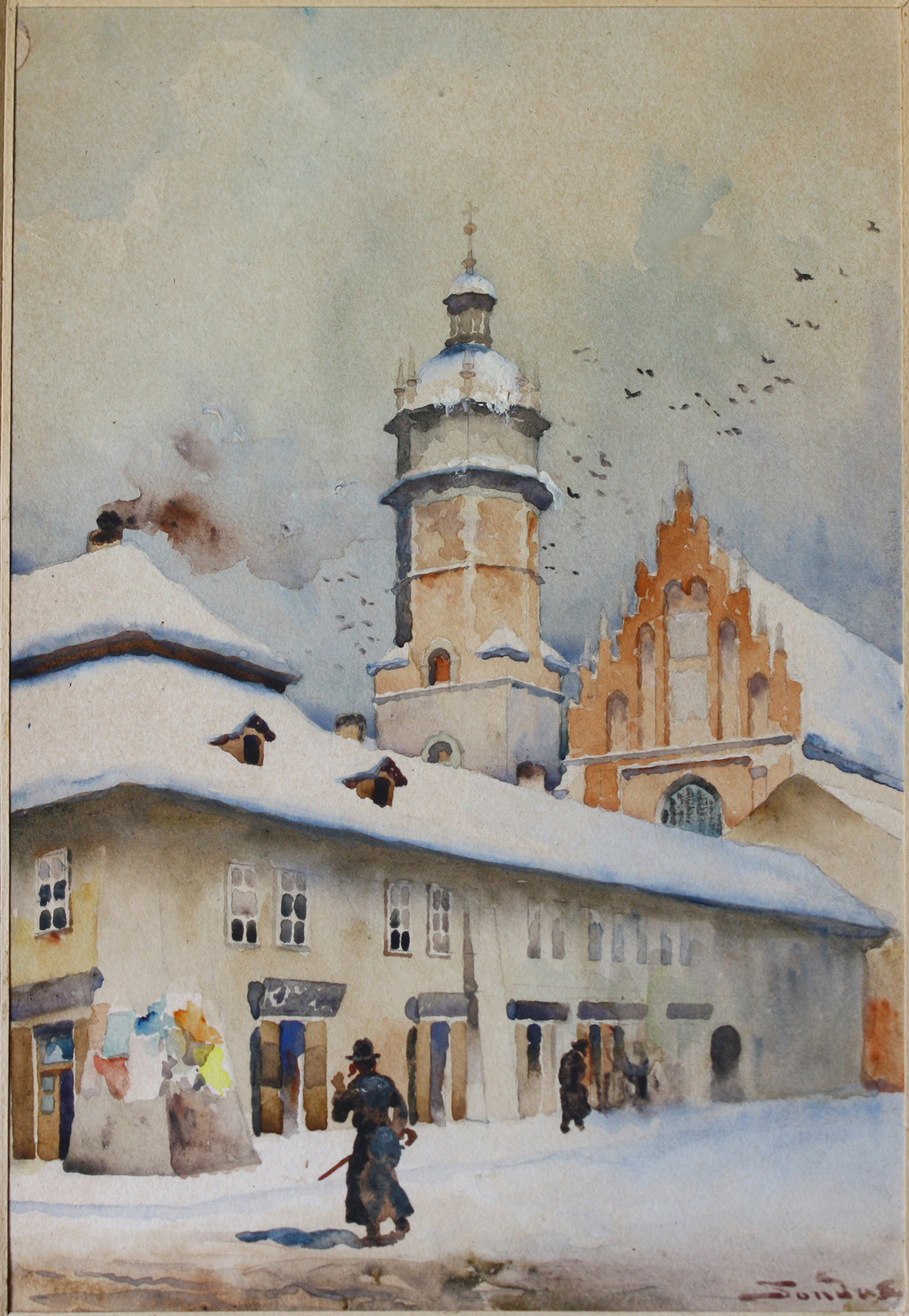
Fragment Placu Wolnica w Krakowie, w głębi kościół Bożego Ciała (akwarela - ok. 1910)